# Sarimanis
Sarimanis is een bestuurslaag in het regentschap Karo van de provincie Noord-Sumatra, Indonesië. Sarimanis telt 695 inwoners (volkstelling 2010).